# Sankt Peter og Sankt Poul øgruppen
0°55′1″N 29°20′7″V / 0.91694°N 29.33528°V
Sankt Peter og Sankt Poul øgruppen (på portugisisk: Arquipélago de São Pedro e São Paulo) er en brasiliansk øgruppe i Atlanterhavet